# Championnat du Venezuela de football 1966
Navigation
Saison 1965 Saison 1967
La saison 1966 du championnat du Venezuela de football est la dixième édition du championnat de première division professionnelle au Venezuela et la quarante-sixième saison du championnat national. Les neuf équipes sont regroupées au sein d'une poule unique où elles s'affrontent trois fois.
C'est le Deportivo Italia qui remporte la compétition, après avoir terminé en tête du classement final, avec trois points d'avance sur un duo composé du Deportivo Portugués et du Deportivo Galicia. C'est le troisième titre de champion du Venezuela de l'histoire du club.

## Les clubs participants
| - Deportivo Portugués - Aragua FC - UD Canarias - Deportivo Italia - Litoral FC | - Deportivo Galicia - Nacional Táchira - Lara FC - Valencia FC |

## Compétition
Le barème utilisé pour établir le classement est le suivant :
- Victoire : 2 points
- Match nul : 1 point
- Défaite : 0 point

### Classement
| Rang | Équipe              | Pts | J  | G  | N  | P  | Bp | Bc | Diff |
| ---- | ------------------- | --- | -- | -- | -- | -- | -- | -- | ---- |
| 1    | Deportivo Italia    | 35  | 24 | 15 | 5  | 4  | 46 | 27 | +19  |
| 2    | Deportivo GaliciaC  | 32  | 24 | 12 | 8  | 4  | 43 | 22 | +21  |
| 3    | Deportivo Portugués | 32  | 24 | 12 | 8  | 4  | 52 | 31 | +21  |
| 4    | Lara FCT            | 25  | 24 | 10 | 5  | 9  | 43 | 36 | +7   |
| 5    | UD Canarias         | 24  | 24 | 9  | 6  | 9  | 27 | 32 | -5   |
| 6    | Valencia FC         | 23  | 24 | 8  | 7  | 9  | 36 | 41 | -5   |
| 7    | Nacional FC         | 18  | 24 | 3  | 12 | 9  | 25 | 34 | -9   |
| 8    | Litoral FC          | 15  | 24 | 5  | 5  | 14 | 22 | 50 | -28  |
| 9    | Aragua FC           | 12  | 24 | 2  | 8  | 14 | 20 | 41 | -21  |

|  | Qualification pour la Copa Libertadores 1967 |

## Bilan de la saison
| Championnat du Venezuela de football 1966 |                             |
| Champion                                  | Deportivo Italia (3e titre) |
| Coupes et trophées                        |                             |
| Vainqueur de la Coupe du Venezuela 1966   | Deportivo Galicia           |
| Qualifications continentales              |                             |
| Copa Libertadores 1967                    | Deportivo Italia            |
| Copa Libertadores 1967                    | Deportivo Galicia           |
| Promotions et relégations                 |                             |
| Promus en Primera División                | Aucun                       |
| Relégués en Segunda A                     | Aucun                       |